# نيكولاس غونزاليس (لاعب كرة قدم أرجنتيني)
نيكولاس غونزاليس (بالإسبانية: Nicolás Adrián González)‏ (16 يناير 1994 بالأرجنتين - ) هو لاعب كرة قدم أرجنتيني في مركز الدفاع. لعب مع بانفيلد.

## وصلات خارجية
- نيكولاس غونزاليس (لاعب كرة قدم أرجنتيني) على موقع قاعدة بيانات كرة القدم.إي يو (الإنجليزية)
- نيكولاس غونزاليس (لاعب كرة قدم أرجنتيني) على موقع Soccerway.com (الإنجليزية)